# 利民商场
利民商场，又称利民地下商场，是位于沈阳的一家老字号商场，位于吉顺丝房对面。

## 历史沿革
民国时期，沈阳市确立市制。1927年，沈阳市政公所决定拓宽中街，拆旧建新中街两侧字号商铺。1928年，奉系军阀热河督统、东边道镇守使阚朝玺出资在中街修建商场，名为利民商场。1956年，商场改为公私合营，由国营沈阳市第二百货商店经营。2002年，经沈阳市人民政府批准，商场改为由沈阳春天百货经营。

## 建筑特点
利民商场旧址大楼始建于1929年，建筑面积为2990平方米。大楼由留学建筑师穆继多设计，为地上二层、地下一层，钢筋混凝土结构。